# 王風雄
王风雄（1880年10月26日—1961年10月11日）字韵仙，湖南衡阳人。中华民国法学家、法官。

## 生平
王风雄历任湖南大学、群治大学、湖南达材法校等校教授。王风雄曾任湖北高等法院院长。1929年4月至1932年5月，任福建高等法院院长。1934年5月至1935年1月，任贵州高等法院院长。1940年代末，出任司法院大法官。后赴台湾。卸任后，担任司法院顧問、大法官公懲會主委。
1961年，王风雄因心臟病在台北市台大医院逝世。